# Bergershof (Polsingen)
Bergershof ist ein Gemeindeteil der Gemeinde Polsingen im Landkreis Weißenburg-Gunzenhausen (Mittelfranken, Bayern). Bergershof liegt in der Gemarkung Ursheim.
Die Einöde liegt etwa 3 km nördlich von Polsingen. 500 m im Osten fließt die Rohrach vorbei.
Bergershof gehörte der  Gemeinde Ursheim an. Diese wurde im Zuge der Gebietsreform am 1. April 1971 nach Polsingen eingegliedert.